# My One and Only Love
"My One and Only Love" är en populär sång med musik skriven av Guy Wood och text av Robert Mellin. Sången publicerades år 1952.